# Pontus Bonnier
Gerard Åke Pontus Bonnier, född 4 mars 1954 i Stockholm, är en svensk företagsledare.
Han tog ekonomexamen vid Handelshögskolan i Stockholm 1976. Han var  tidigare styrelseledamot i Bonnier AB, vd för AB Boninvest och vd för Bonniers Konsthall. 
Pontus Bonnier är son till förläggaren Gerard Bonnier, bror till Karl Otto Bonnier d.y., Eva Bonnier d.y. och Åke Bonnier d.y.
Han var under perioden 1983–2008 gift med Kerstin Bonnier.